# Leo Busch
Leo Busch, eigentlich Leonore Busch (* 1968 in Berlin), ist eine deutsche Journalistin und Fernsehmoderatorin.

## Leben und Karriere
Leo Busch studierte Journalistik an der Deutschen Journalistenschule und der Ludwig-Maximilians-Universität München, wo sie 1995 mit dem Diplom abschloss. Zuvor war sie freie Mitarbeiterin bei Hit Radio FFH in Frankfurt am Main. Während ihres Studiums arbeitete sie für Bayern 3 in München, später für Guten Morgen Deutschland beim Privatsender RTL und anschließend als Moderatorin für das Rundschau-Magazin im Bayerischen Fernsehen.
Ab August 1995 war Busch Moderatorin und Redakteurin beim Nachrichtensender n-tv. Ab September 1997 präsentierte sie das Fernsehmagazin Das Thema. Für die Moderation wurde sie im Oktober 1999 in der Kategorie Beste Moderation einer Informationssendung mit dem Deutschen Fernsehpreis ausgezeichnet.
Danach moderierte Busch bei n-tv gemeinsam mit Heiner Brehmer die wöchentliche Talkshow 2+4 und ab dem 6. April 2006 ihre eigene wöchentliche Talkshow busch@n-tv.
Busch konnte als Live-Moderatorin einen Geisterflieger über Frankfurt am Main zum Landen überreden.
Busch war von 1993 bis 1996 verheiratet. Sie ist Mutter eines Sohnes und lebt in einer lesbischen Beziehung.

## Veröffentlichungen
- Das vergessene Schweigen – Plädoyer für einen übergangenen Moment. In: Sascha Michel und Heiko Girnth (Hgg.): Polit-Talkshows – Bühnen der Macht. Ein Blick hinter die Kulissen. Bouvier, Bonn 2009, S. 116–121.